# 束髮

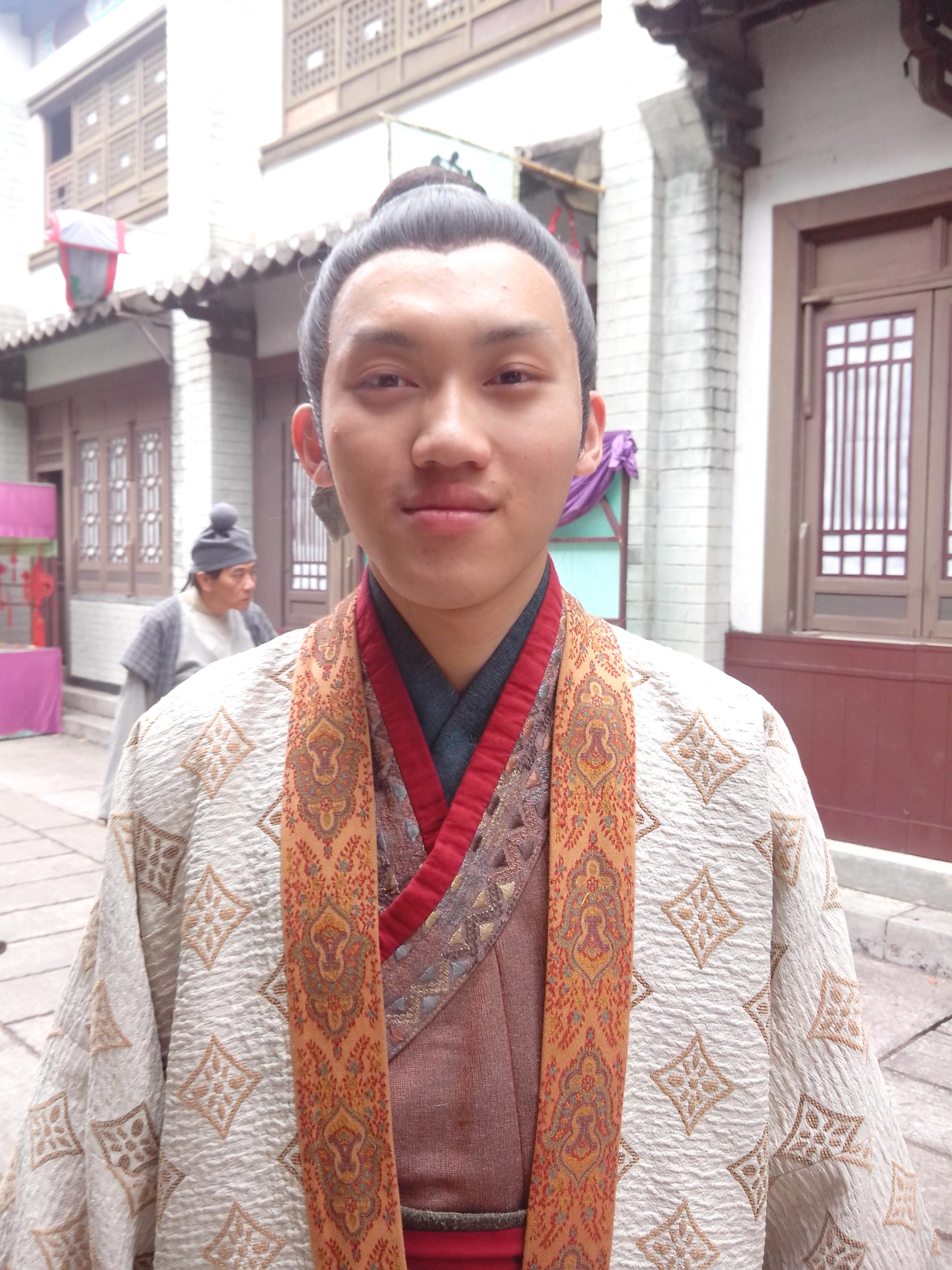
束髮的男性

束髮是古代漢人常用的一種髮型，一般通過髮簪、冠帽、头巾等头饰來束缚住頭髮以形成髮髻并固定髮型。在中國古代，束髮被普遍視爲成年男子最爲重要的身份標志，也因为《孝经》中“身体发肤，受之父母，不敢毁伤，孝之始也。”的記載而成爲孝行的一大衡量標準。古代男子一般于15歲起开始束发，故15岁也称“束发之年”，20岁时加冠并举行冠禮，以示成年。
关于古代中原人束发习俗的最早记载可追溯至商周时期，并在春秋战国时代发展成为华夷之辨的重要根据。孔子在论语中曾提到的“微管仲，吾其被发左衽矣”即是将华夏族束发右衽这一特征与当时北方游牧民族披发左衽的特征所区分对立。故而束发发型在后来日益成为古代汉族的民族象征之一，而披发、散髮、断发等发型则被视为蛮族习俗被加以唾弃。历史上入主中原的少数民族政权曾多次针对这一习俗下达剃发令，如金朝就曾在靖康之变后禁止其境内汉人留发，但汉人的束发习俗一直到清代的剃发易服令之后才在中国完全消失。